# Eri Otoguro

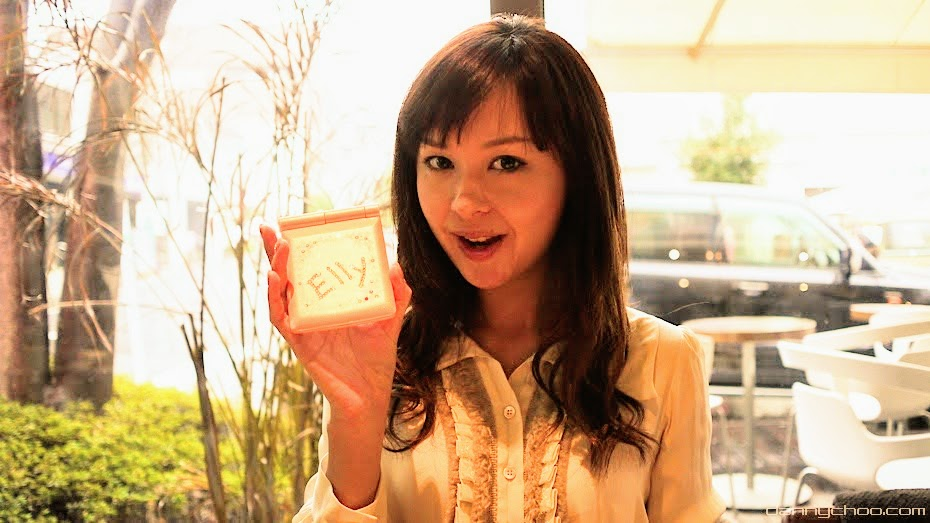
Eri Otoguro, 2011

Eri Otoguro (乙黒えり?, Otoguro Eri; Bangkok, 12 ottobre 1982) è un'attrice giapponese.

## Biografia
Si è laureata in Psicologia presso l'Università Aoyama Gakuin di Shibuya
Nel 2012 ha sposato il pianista e compositore Shinya Kiyozuka, qualche mese più tardi è nata la sua prima figlia. Nel 2015 è nata la sua seconda figlia.
È attualmente sotto contratto presso la Cast & May Office.

## Filmografia
- Oneechanbara: The Movie, regia di Yōhei Fukuda (2008)
- Ombre dal passato (Shutter), regia di Masayuki Ochiai (2008)
- Shaolin Girl, regia di Katsuyuki Motohiro (2008)
- Shinri (2008)
- Vampire Girl vs. Frankenstein Girl (2009)